# Omothymus schioedtei
Espèce
Synonymes
- Omothymus thorelli Simon, 1901

Omothymus schioedtei est une espèce d'araignées mygalomorphes de la famille des Theraphosidae.

## Distribution
Cette espèce est endémique de Malaisie péninsulaire.

## Description
Le mâle holotype mesure 41 mm.

## Publication originale
- Thorell, 1891 : Spindlar från Nikobarerna och andra delar af södra Asien. Kongliga Svenska Vetenskaps-Akademeins Handlingar, vol. 24, no 2, p. 1-149 (texte intégral).